# Aggettivo possessivo
Gli aggettivi possessivi indicano a chi appartiene e/o da chi è posseduto ciò che è espresso dal nome cui si riferiscono.
Esempi di aggettivi possessivi:
1. Casa tua è magnifica.
2. Suo padre è operaio.
3. Ho sentito la vostra mancanza.

Ne esistono sei, come le persone a cui qualcosa può appartenere:
| Persona  | singolare | singolare | plurale  | plurale   |
| Persona  | maschile  | femminile | maschile | femminile |
| -------- | --------- | --------- | -------- | --------- |
| 1ª sing. | mio       | mia       | miei     | mie       |
| 2ª sing. | tuo       | tua       | tuoi     | tue       |
| 3ª sing. | suo       | sua       | suoi     | sue       |
| 1ª plur. | nostro    | nostra    | nostri   | nostre    |
| 2ª plur. | vostro    | vostra    | vostri   | vostre    |
| 3ª plur. | loro      | loro      | loro     | loro      |

Vi sono inoltre altri 2 aggettivi possessivi: proprio e altrui.